# Sonate pour violon et piano de Magnard
Pour les articles homonymes, voir Sonate pour violon et piano.
La Sonate pour violon et piano opus 13 est une sonate d'Albéric Magnard. Composée en 1901, elle est créée le  2 mai 1902 par Eugène Ysaÿe, son dédicataire, et Raoul Pugno au piano à la Salle Pleyel. Il confia à Paul Dukas:«je n'ai pas encore la pureté de cœur et de pensée qui fait les chefs-d'œuvre».

## Analyse de l'œuvre
1. Large Animé
2. Calme
3. Très vif
4. Largo - Animé

- Durée d'exécution: cinquante minutes

## Discographie
- Adelina Oprean (violon), Christoph Keller (piano) — Accord, 1983 (livret en anglais)